# Helge Wetterberg
Helge Alvar August Wetterberg, född 18 september 1911 i Sanda socken på Gotland, död 16 november 1995 i Visby, var en svensk tecknare och grafiker.
Wetterberg utförde huvudsakligen teckningar och torrnålsgravyrer med framförallt landskapsskildringar från Gotland. Han medverkade i samlingsutställningar med Gotlands konstförening och var representerad i Stockholmssalongerna på Liljevalchs konsthall 1963–1964.